# Clathria antarctica
Clathria antarctica är en svampdjursart som först beskrevs av Topsent 1917.  Clathria antarctica ingår i släktet Clathria och familjen Microcionidae. Inga underarter finns listade i Catalogue of Life.